# Sylvain Bellemare
Sylvain Bellemare (* 20. Februar 1968 in Montreal, Québec) ist ein kanadischer Tontechniker.

## Leben
Bellemare begann seine Karriere Anfang der 1990er Jahre, sein Filmdebüt hatte er bei Denys Arcands Beziehungsfilm Liebe und andere Grausamkeiten. 1996 begann mit der Kurzfilm-Anthologie Cosmos eine langjährige Zusammenarbeit mit dem Regisseur Denis Villeneuve. Bellemare arbeitete in der Folge unter anderem an Der 32. August auf Erden und Die Frau die singt – Incendies. 2017 gewann er für Arrival den Oscar in der Kategorie Bester Tonschnitt. Gemeinsam mit Claude La Haye und Bernard Gariépy Strobl gewann er für den Science-Fiction-Film zudem den BAFTA Film Award in der Kategorie Bester Ton.

## Filmografie (Auswahl)
- 1993: Liebe und andere Grausamkeiten (Love and Human Remains)
- 1994: Im Zug der Leidenschaft (Mouvements du désir)
- 1998: Der 32. August auf Erden (Un 32 août sur terre)
- 2001: Der Pornograph (Le pornographe)
- 2005: These Girls – Beste Freundinnen teilen alles (These Girls)
- 2008: Ich schwör’s, ich war’s nicht! (C'est Pas Moi, Je Le Jure!)
- 2010: Die Frau die singt – Incendies (Incendies)
- 2011: Ein besseres Leben (Une vie meilleure)
- 2011: Monsieur Lazhar
- 2016: Arrival
- 2023: Irenas Geheimnis (Irena’s Vow / Przysięga Ireny)

## Auszeichnungen
- 2017: Oscar in der Kategorie Bester Tonschnitt für Arrival
- 2017: BAFTA Film Award in der Kategorie Bester Ton für Arrival